# بردگوری دزداران ۷
بردگوری دزداران ۷ در شهرستان کوهرنگ، روستای دو آب صمصامی واقع شده و این اثر در تاریخ ۸ خرداد ۱۳۸۰ با شمارهٔ ثبت ۳۸۶۹ به‌عنوان یکی از آثار ملی ایران به ثبت رسیده است.